# Зализница (Ровненская область)
Зализница (укр. Залізниця) — село в Корецкой городской общине Ровненского района Ровненской области Украины.
До 2020 года входило в Корецкий район.
Население по переписи 2001 года составляло 493 человека. Почтовый индекс — 34724. Телефонный код — 3651.